# Іванівка (селище, Березівський район)
Івáнівка (до 1858 року Мала Баранівка, до 1945 року Янівка) — селище Березі́вського району Одеської області, адміністративний центр Іванівської селищної громади. До 17 липня 2020 р. — центр колишнього Іванівського району.

## Географія
Іванівка розташована на березі Великого Куяльника, у 74 км на півночі від обласного центру міста Одеси.

### Клімат
В Іванівці вологий, помірно-континентальний клімат, який поєднує риси континентального та морського.
| Кліматограма Іванівки                                                                 | Кліматограма Іванівки | Кліматограма Іванівки | Кліматограма Іванівки | Кліматограма Іванівки | Кліматограма Іванівки | Кліматограма Іванівки | Кліматограма Іванівки | Кліматограма Іванівки | Кліматограма Іванівки | Кліматограма Іванівки | Кліматограма Іванівки |
| ------------------------------------------------------------------------------------- | --------------------- | --------------------- | --------------------- | --------------------- | --------------------- | --------------------- | --------------------- | --------------------- | --------------------- | --------------------- | --------------------- |
| С                                                                                     | Л                     | Б                     | К                     | Т                     | Ч                     | Л                     | С                     | В                     | Ж                     | Л                     | Г                     |
| 129 −2 −9                                                                             | 52 2 −6               | 35 11 −3              | 21 20 3               | 49 27 10              | 73 32 15              | 91 33 18              | 29 33 18              | 50 25 11              | 49 18 6               | 46 10 −1              | 79 −3 −7              |
| Середня макс. і мін. температури повітря (°C) Атмосферні опади (мм), за рік : 703 мм. |                       |                       |                       |                       |                       |                       |                       |                       |                       |                       |                       |

## Історія

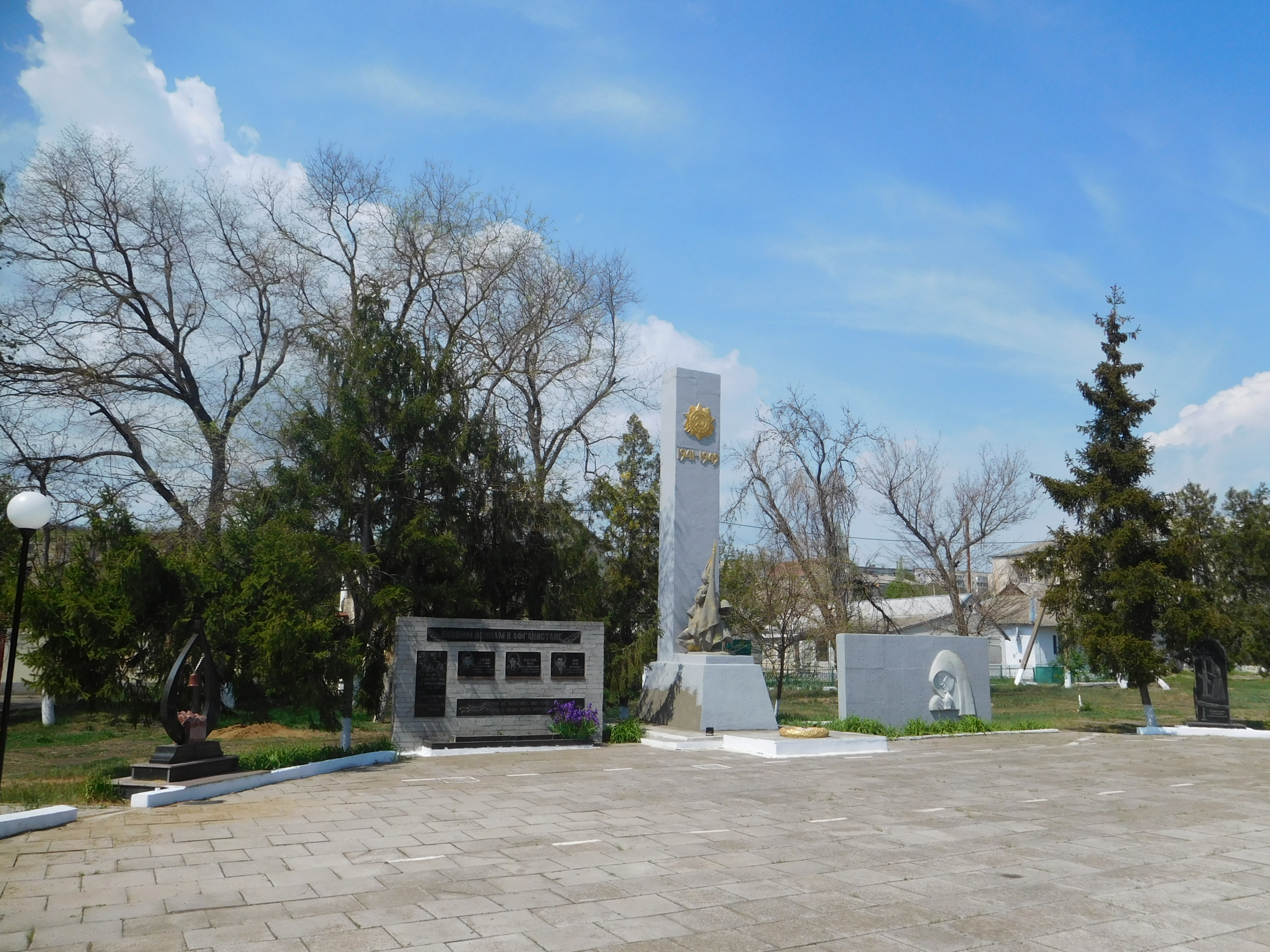
Меморіальний комплекс в центрі містечка

Виникла Іванівка наприкінці XVIII століття на землі майора Баранова, який одержав у 1793 році 3,1 тис. десятини від царського уряду. В першій половині XIX століття населений пункт називався Малою Баранівкою.
Село зростало за рахунок припливу селян, які тікали від жорстоких утисків з центральних губерній України та Росії на південь України. В 1826 році в Малій Баранівці мешкало 1,9 тис. осіб. У цьому ж році Мала Баранівка отримала статус містечка.
У 1887 році у містечку Янівка мешкало 660 чоловіків та 625 жінок.
Під час Голодомору 1932—1933 років померло щонайменше 11 жителів селища.

## Населення
Станом на 2018 рік, населення села налічувало 2519 осіб.
| 1826   | 1897   | 1923   | 1926   | 1939   | 1959   | 1970   | 1979   | 1989   | 2001   | 2011   | 2016   | 2021   |
| ------ | ------ | ------ | ------ | ------ | ------ | ------ | ------ | ------ | ------ | ------ | ------ | ------ |
| → 1900 | ↘ 1898 | ↗ 2024 | ↗ 2126 | ↘ 1815 | ↗ 1836 | ↗ 2266 | ↗ 3103 | ↗ 3434 | ↘ 3145 | ↘ 2618 | ↘ 2522 | ↘ 2381 |

Етномовний склад населених Іванівки за переписом 2001 року (за рідною мовою).
| Рідна мова | Чисельність | %      |
| Українська | 2749        | 88.30  |
| Російська  | 280         | 8.99   |
| Болгарська | 59          | 1.89   |
| Румунська  | 6           | 0.19   |
| Вірменська | 5           | 0.16   |
| Білоруська | 4           | 0.10   |
| Гагаузька  | 3           | 0.09   |
| Іврит      | 1           | 0.03   |
| Польська   | 1           | 0.03   |
| Інші       | 5           | 0.16   |
| Загалом    | 3113        | 100.00 |

## Релігія
2006 року в селищі постала громада УГКЦ Преображення Господа нашого Ісуса Христа.
Також в селищі представлена УПЦ МП та Церква Євангельських християн-баптистів.

## Відомі постаті
- Бошко Володимир Ілліч — український правознавець, професор.
- Дерев'янко Борис Федорович — український журналіст, сценарист, головний редактор газети «Вечерняя Одесса». Заслужений журналіст Української РСР.
- Крижанівська Людмила Дмитрівна — українська радянська співачка (ліричне сопрано), заслужена артистка УРСР (1946).
- Малофеєнко Павло Олексійович (1997—2023) — старший матрос Військово-Морських Сил Збройних сил України, учасник російсько-української війни, Герой України (посмертно).
- Огренич Микола Леонідович — український оперний співак (тенор), соліст Одеського театру опери і балету, пізніше ректор Одеської консерваторії. Народний артист УРСР.
- Попичко Олексій Федорович — футболіст, майстер спорту СРСР.
- К. Ф. Кірін — заслужений лікар Української РСР[13]